# Зустрічна торгівля
Зу́стрічна торгі́вля (англ. trade-in, countertrade) об'єднує операції, у межах яких передбачаються зустрічні зобов'язання експортерів закупити в імпортерів товари або послуги на частину або повну вартість товарів, що експортуються.
Згідно з термінологією, яка використовується експертами ООН, усі види зустрічних угод об'єднуються поняттям «міжнародні компенсаційні угоди», згідно з якими підприємства (фірми) різних країн домовляються про те, що конкретні дії (поставка товарів, надання послуг або технології) однієї із сторін будуть компенсуватись чітко зазначеним у відповідних договірних документах способом та у визначених у них розмірах іншими конкретними діями (поставкою товарів, наданням послуг, технології) іншої сторони.
У наш час 1/3 міжнародних комерційних угод має зустрічний, взаємозв'язаний характер поставок товарів.

## Причини
Існують різні види зустрічних угод, але причини їх використання однакові:
- нестача або обмеженість валюти для здійснення прямих закупівель товарів чи послуг;
- необхідність здійснення гарантованих поставок;
- вихід на нові або важкодоступні ринки;
- спрощення фінансових взаєморозрахунків;
- необхідність подолання кризових явищ в економіці (неплатежі, часткова або повна неконвертованість національної валюти, падіння обсягу виробництва, зниження конкурентоспроможності товарів).

## Види
Усі операції зустрічної торгівлі згідно з їх економічною природою можна поділити на такі види:
- операції натурального обміну;
- операції, які передбачають участь продавця в реалізації товарів, запропонованих покупцем;
- операції в рамках промислового співробітництва;
- операції на давальницькій сировині;
- операції з викупу застарілої продукції;
- операції, які передбачають поставки на комплектацію.

Однак у міжнародній практиці існують і інші типи класифікації форм зустрічної торгівлі. Все зростаючий інтерес набуває торгівля по системі дисплит (displit) — висновок торгових угод заснованих на зустрічних зобов'язаннях. Угоди такого роду взяли свій початок у міжнародній зустрічній торгівлі і зараз застосовуються на внутрішніх ринках країни або локальної території.
Ґрунтуються вони на зацікавленості Продавця розширити обсяг торгівлі своїми товарами, послугами, а Покупця, на можливість обмежити дефіцит коштів, що утворився в момент покупки і заповнення його за рахунок реалізації свого товару, послуги. Сенс простий «Якщо Ви купите у мене, тоді я куплю у Вас».
Торгові угоди являють собою угоди, в яких одна сторона поставляє товари, послуги, другій стороні, а у відповідь на це перша сторона закуповує у другої сторони погоджений обсяг товарів, послуг. Відмінною рисою таких угод є взаємна ув'язка між поставками в двох напрямках: укладення договору або договорів в одному напрямку обумовлено укладанням договору або договорів на поставку в зворотному напрямку. Такі угоди укладаються в найрізноманітніших формах і мають різні характерні ознаки залежно від конкретних обставин угоди.
Відмінності можуть бути обумовлені договірної структурою угоди (наприклад, кількістю і послідовністю укладення складових угоду договорів), наміром використовувати товари, поставлені в одному напрямку, у виробництві товарів, які повинні бути поставлені в зворотному напрямку, способом платежу і числом сторін, що беруть участь в угоді, ступенем потенційної зацікавленості сторін у різних складових частинах торгової угоди.
Укладаються договори на поставку товарів за зустрічним зобов'язанням аналогічні контрактами на проведення незв'язаних між собою експортних та імпортних операцій.
Найбільш складним видом по виконанню зустрічних зобов'язань є угоди, іменовані компенсаційними. Вони, як правило, пов'язані з поставками дорогих або технічно складних товарів. Обидві сторони беруть на себе зобов'язання здійснювати протягом певного часто тривалого періоду часу закупівлі товарів один у одного. Часто в такій торгівлі продається виробниче (може бути комплектне) обладнання і закуповується продукція, вироблена за допомогою цього обладнання. Такі угоди іноді позначають терміном «зворотна закупівля». Оформляється така угода генеральним (рамковим) угодою із зобов'язанням сторін укласти потім договору на взаємну поставку з метою здійснення істоти угоди.
Подібна угода містить умови майбутніх договорів і може охоплювати такі питання, як вид, якість і кількість товарів, ціна товарів, терміни виконання зобов'язання по зворотній закупівлю, платіж, обмеження на перепродаж товарів, участь в угоді третіх сторін, штрафи і неустойки, забезпечення виконання, відповідальність за невиконання зобов'язань по зустрічній угоді, вибір застосовуваного права та порядок врегулювання спорів.
Дисплит (Displit) — неологізм, утворений афіксальних способом за допомогою приєднання префікса ДІ (грец ді «двічі, подвійний»). До слова СПЛАТИ (англ розділити «дроблення, поділ»).
Приєднано вміст Зустрічні закупівлі. Див Обговорення:Зустрічні закупівлі.

### Зустрічні закупівлі
Формою комерційно-торговельних операцій, що передбачає укладання трьох взаємопов'язаних контрактів є зустрічні закупівлі:
1. контракт купівлі-продажу: стосується основної поставки;
2. парасольковий конракт: в ньому прописуються зобов'язання експортера щодо часу та обсягів закупівлі товару у імпортера;
3. індивідуальний контракт: стосується безпосередньо зустрічної поставки.

Дані операції передбачають виставлення рахунків кожною стороною та відповідно їх оплату незалежно один від одного.